# 丹麥音樂出版協會
丹麥音樂出版協會（丹麥語：Samfundet til Udgivelse af Dansk Musik）是丹麥最早的出版社之一。1871年，以作曲家彼得·海斯為首的一群音樂家，創立了一個小型聯盟，旨在丹麥音樂的推廣與保存。由於會員數在1887年銳減，他們決定專注於當代音樂領域，之後成為該社的出版核心業務迄今。此外，丹麥政府在1890年之後開始資助協會的業務。
丹麥代表性的作曲家卡尔·尼尔森是協會的董事，自1899年起任，直到逝世為止。他也在協會出版了自己的作品。
2007年，協會經過重組，轉為私有，不過其資金仍高度仰賴國家補助。2011年，協會更名為「Edition S – music¬sound¬art」。

## 外部連結
- 官方网站